# Halmstads idrottsmuseum

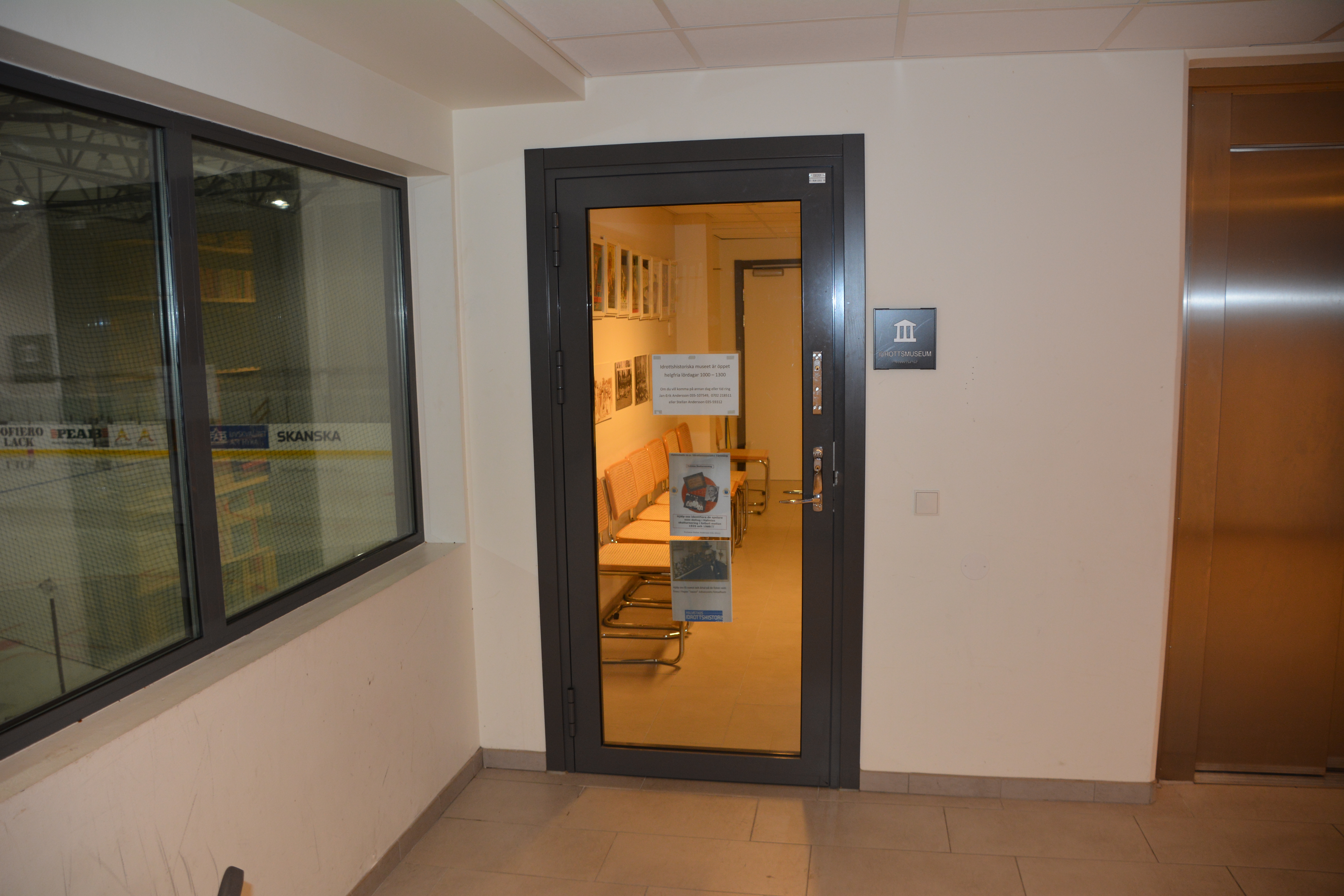
Entré till Halmstads idrottsmuseum, en trappa upp i Halmstad Arena.

Halmstads idrottsmuseum är ett privat svenskt idrottsmuseum.
Halmstads idrottsmuseum öppnades 2006 i Fattighuset vid Lilla torg i Halmstad och finns sedan 2012 i Halmstad Arena. Det drivs av Halmstads idrottshistoriska förening.
Museet är främst inriktat på Halmstads idrottsföreningars historia. Idrottsmän och -kvinnor som presenteras är bland andra Fredrik Ljungberg, Jörgen Persson, Sylve Bengtsson, Rolf Peterson, Ola Lindgren, Bengt "Böna" Hansson och Hjalmar Mellander.
Idrottsmuseet har också ett bibliotek med litteratur om idrottsklubbarna i Halmstad. 